# صلاح باشا
صلاح باشا (مواليد 5 مارس 2003) هو لاعب كرة قدم مصري يلعب في مركز المهاجم في نادي فاركو ومنتخب مصر تحت 20.

## روابط خارجية
- صلاح باشا على موقع قاعدة بيانات كرة القدم.إي يو (الإنجليزية)
- صلاح باشا على موقع Soccerway.com (الإنجليزية)